# Nikola Đurđić
Nikola Đurđić [dʑurdʑɪtɕ] (serbisch-kyrillisch Никола Ђурђић; * 1. April 1986 in Pirot) ist ein serbischer ehemaliger Fußballspieler. Der Stürmer bestritt seine Karriere in Serbien, Norwegen, Schweden und Deutschland. 2013 spielte er auch in einem Match für die serbische Nationalmannschaft.

## Vereine

### Radnički Pirot und Vozdovac Belgrad
Đurđić entstammt der Jugend von Radnički Pirot, einem Verein aus seiner Geburtsstadt Pirot in Ostserbien, für den er als Nachwuchsspieler im Erwachsenenbereich 2005 debütierte. In seine ersten Profisaison erzielte er in 28 Spielen zehn Tore. 2006 wechselte er zum Voždovac Belgrad, der zuvor den dritten Platz in der ersten Liga erreicht hatte, in die neu eingeführte SuperLiga, der höchsten serbischen Spielklasse. Mit dem Klub stieg er jedoch am Ende der Spielzeit trotz seiner zehn Saisontore ab und lief anschließend in der zweiten Liga auf. Anfang 2009 wechselte Đurđić in die norwegische zweite Liga zum FK Haugesund.

### FK Haugesund
In der Adeccoligaen bildete er gemeinsam mit Thomas Sørum das Sturmduo von FK Haugesund, das dem Verein am Ende des Jahres zum Aufstieg in die Tippeligaen verhalf. Dabei erzielte er zehn Saisontore. Auch in der höchsten Spielklasse Norwegens war er regelmäßiger Torschütze. Mit jeweils zwölf Saisontoren in den folgenden zwei Spielzeiten gehörte er zu den torerfolgreichsten Spielern der Meisterschaft und sorgte dafür, dass sich der Klub im vorderen Mittelfeld platzierte. In der Spielzeit 2012 hatte er bereits bis Mitte August erneut zwölf Tore geschossen. Am 20. August wechselte er dennoch den Klub und schloss sich auf Leihbasis dem schwedischen Doublegewinner Helsingborgs IF an.

#### Leihe zu Helsingborgs IF
Bei seinem neuen Klub ersetzte er Alfreð Finnbogason, der wenige Tage zuvor den Klub nach Ende seiner Leihfrist in Richtung Niederlande verlassen hatte, und debütierte bei der 0:2-Niederlage gegen Celtic Glasgow in der Champions-League-Qualifikation. Hier spielte er erneut mit Sørum zusammen. In der UEFA Europa League 2012/13 erzielte er vier Tore für seinen Verein, unter anderem traf er gegen Hannover 96. In der Allsvenskan kam er in der restlichen Spielzeit 2012 zu elf Einsätzen und erzielte zehn Tore.

### SpVgg Greuther Fürth
In der Winterpause 2012/13 wechselte Đurđić nach Deutschland zum Bundesligisten SpVgg Greuther Fürth. Er unterschrieb einen Dreieinhalbjahresvertrag bis Ende Juni 2016. Am 26. Januar 2013 (19. Spieltag) debütierte er bei der 0:3-Niederlage im Heimspiel gegen den 1. FSV Mainz 05 mit Einwechslung für Christopher Nöthe zur zweiten Halbzeit in der Bundesliga. In seinem zweiten Einsatz führte er die SpVgg Greuther Fürth mit einer Torvorlage und dem Siegtor in der Nachspielzeit zum 2:1-Sieg beim FC Schalke 04. Am 26. April 2013 (31. Spieltag) erzielte Đurđić bei der 2:3-Niederlage im Heimspiel gegen Hannover 96 seinen ersten „Doppelpack“. Insgesamt erzielte er fünf Bundesligatore bis zum Saisonende, damit ist er bester Bundesliga-Torschütze der Fürther, dennoch stieg die Mannschaft in die Zweitklassigkeit ab.

### FC Augsburg, Malmö FF und Fortuna Düsseldorf
Zur Saison 2014/15 wechselte Đurđić in die Bundesliga zum FC Augsburg. Er erhielt einen bis zum 30. Juni 2017 datierten Dreijahresvertrag. In Augsburg konnte sich Đurđić in seinem ersten Jahr nicht durchsetzen und kam auf lediglich 16 Bundesligaeinsätze (ein Tor).
Im Juli 2015 wurde Đurđić bis zum Ende der Saison 2015 an den schwedischen Erstligisten Malmö FF ausgeliehen. Dort kam er auf 12 Einsätze, in denen er fünf Tore erzielte.
Nach dem Saisonende in Schweden kehrte Đurđić zur Rückrunde der Bundesliga-Saison 2015/16 zum FC Augsburg zurück. Nachdem er am 18. und 19. Spieltag nicht zum Einsatz gekommen war, wechselte Đurđić für den Rest der Saison auf Leihbasis zu Fortuna Düsseldorf.

### Partizan Belgrad
Zur Saison 2016/17 kehrte Đurđić nach Serbien zurück, wo er sich dem FK Partizan Belgrad anschloss.

### Weitere Stationen
In den Folgefahren spielte er bei Randers FC, Hammarby IF, Chengdu Rongcheng FC und Zhejiang Greentown. Ab 2021 war er bei Degerfors IF und ist seit 2024 vereinslos.

## Nationalmannschaft
Nikola Đurđić debütierte am 6. Februar 2013 für die A-Nationalmannschaft, die in Nikosia mit 3:1 gegen die Auswahl Zyperns gewann.